# Peter Crampton
Peter Crampton (n. 10 iunie 1932) este un om politic britanic, membru al Parlamentului European în perioadele 1989-1994 si 1994-1999 din partea Regatului Unit. 
1. ↑   http://www.thisishullandeastriding.co.uk/Tributes-politician-passion-peace-social-justice/story-12946882-detail/story.html Lipsește sau este vid: |title= (ajutor)
2. ↑  Deputații în Parlamentul European